# Martin Lewis
Pour les articles homonymes, voir Martin Lewis (homonymie) et Lewis.
Martin Lewis, né le 28 avril 1975, à Liberal, au Kansas est un ancien joueur américain de basket-ball. Il évolue aux postes d'arrière et d'ailier. 

## Palmarès
- All-IBA Second Team 1998